# Univerzita Ca' Foscari
Università Ca' Foscari Venezia je veřejná univerzita v italském městě Benátky. Je pojmenována podle svého hlavního sídla, gotického paláce Ca' Foscari na břehu Canal Grande.
Byla založena 6. srpna 1868 pod názvem Regia Scuola Superiore di Commercio jako vůbec první vysoká škola obchodního zaměření na italském území. Od třicátých let 20. století začala nabízet i další obory studia a v roce 1968 obdržela oficiálně status univerzity. Je zapojena do činnosti mezinárodního vzdělávacího centra Venice International University. V akademickém roce 2014/2015 ji navštěvovalo 19 104 studentů. V žebříčku World University Rankings se škola nachází roku 2015 na 701. místě.
Škola má osm fakult:
- Fakulta ekonomiky
- Fakulta managementu
- Fakulta filosofie a kulturního dědictví
- Fakulta lingvistiky
- Fakulta humanitních věd
- Fakulta environmentalistiky, informatiky a statistiky
- Fakulta molekulárních věd a nanotechnologií
- Fakulta asijských a afrických studií

Univerzita provozuje vlastní sportovní klub CUS Venezia. Od roku 2010 uděluje každoročně Premio Luca Pacioli, cenu za vynikající vědecké výsledky, dotovanou 15 000 euro. Jejími držiteli jsou např. Mario Draghi nebo Jürgen Habermas. Univerzita také pořádá od roku 2008 literární festival Incroci di Civiltà.
Benátská katedra bohemistiky, kterou vede Sergio Corduas, uspořádala konferenci o Bohumilu Hrabalovi.
Druhou vysokou školou ve městě je IUAV (Istituto Universitario di Architettura di Venezia), poskytující vzdělání v oboru architektury.